# Медаль «За оборону Сталинграда»
Медаль «За оборону Сталинграда» учреждена Указом Президиума Верховного Совета СССР от 22 декабря 1942 года. Автор рисунка медали — художник Н. И. Москалёв.

## История
Медалью «За оборону Сталинграда» награждались все участники обороны Сталинграда — военнослужащие Красной Армии, Военно-Морского Флота и войск НКВД, а также лица из гражданского населения, принимавшие непосредственное участие в обороне. Периодом обороны Сталинграда считается 12 июля — 19 ноября 1942 года.
Медали «За оборону Ленинграда», «За оборону Одессы», «За оборону Севастополя» и «За оборону Сталинграда» стали первыми советскими наградами, учреждёнными для ношения на пятиугольной колодке. Изначально их полагалось носить на правой стороне груди. Указом Президиума Верховного Совета СССР «Об утверждении образцов и описание лент к орденам и медалям СССР и Правил ношения орденов, медалей, орденских лент и знаков отличия» от 19 июня 1943 года была введена пятиугольная колодка и для других наград, носившихся до этого на колодках других форм, медали за оборону городов постановлено носить на левой стороне груди, в одном ряду с другими наградами. Медаль «За оборону Сталинграда» носится на левой стороне груди и при наличии других медалей СССР располагается после медали «За оборону Севастополя».
Медаль «За оборону Сталинграда» с удостоверением № 00001 была вручена командующему 64-й армией М. С. Шумилову. В числе первых награждённых 1 июня 1943 года были награждены партийные и советские работники Сталинграда: № 00014 председатель Сталинградского горисполкома Д. М. Пигалёв, № 00022 председатель Сталинградского облисполкома И. Ф. Зименков, № 00026 секретарь обкома ВКП(б) И. И. Бондарь.
По состоянию на 1 января 1995 года медалью «За оборону Сталинграда» награждено около 759 560 человек.

## Описание медали
Медаль «За оборону Сталинграда» при учреждении предполагалось изготавливать из нержавеющей стали, но уже постановлением от 27 марта 1943 года материал был изменён на латунь. Медаль имеет форму правильного круга диаметром 32 мм.
На лицевой стороне медали — группа бойцов с винтовками наперевес. Над группой бойцов, с правой стороны медали, развевается знамя, а с левой стороны видны очертания танков и летящих друг за другом самолётов. В верхней части медали, над группой бойцов, пятиконечная звёздочка и надпись по краю медали «ЗА ОБОРОНУ СТАЛИНГРАДА». Лицевая сторона медали окаймлена выпуклым бортиком.
На оборотной стороне медали надпись «ЗА НАШУ СОВЕТСКУЮ РОДИНУ». Над надписью изображены серп и молот.
Все надписи и изображения на медали выпуклые.
Медаль при помощи ушка и кольца соединяется с пятиугольной колодкой, обтянутой шёлковой муаровой лентой шириной 24 мм. Изначально лента была установлена серая с продольной красной полосой посередине шириной 8 мм. Указом от 19 июня 1943 года была установлена новая лента — оливкового цвета с продольной красной полоской посередине шириной 2 мм.

## Иллюстрации

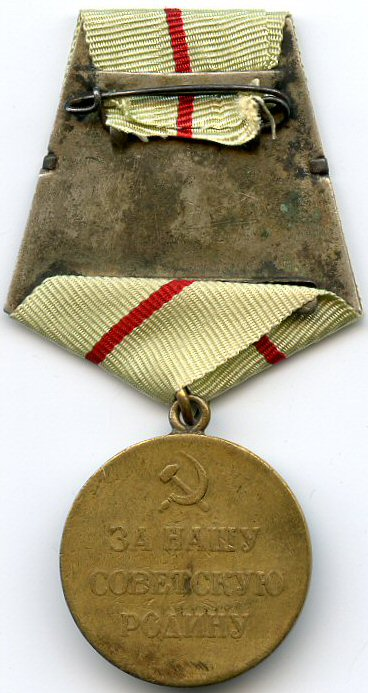
Реверс медали
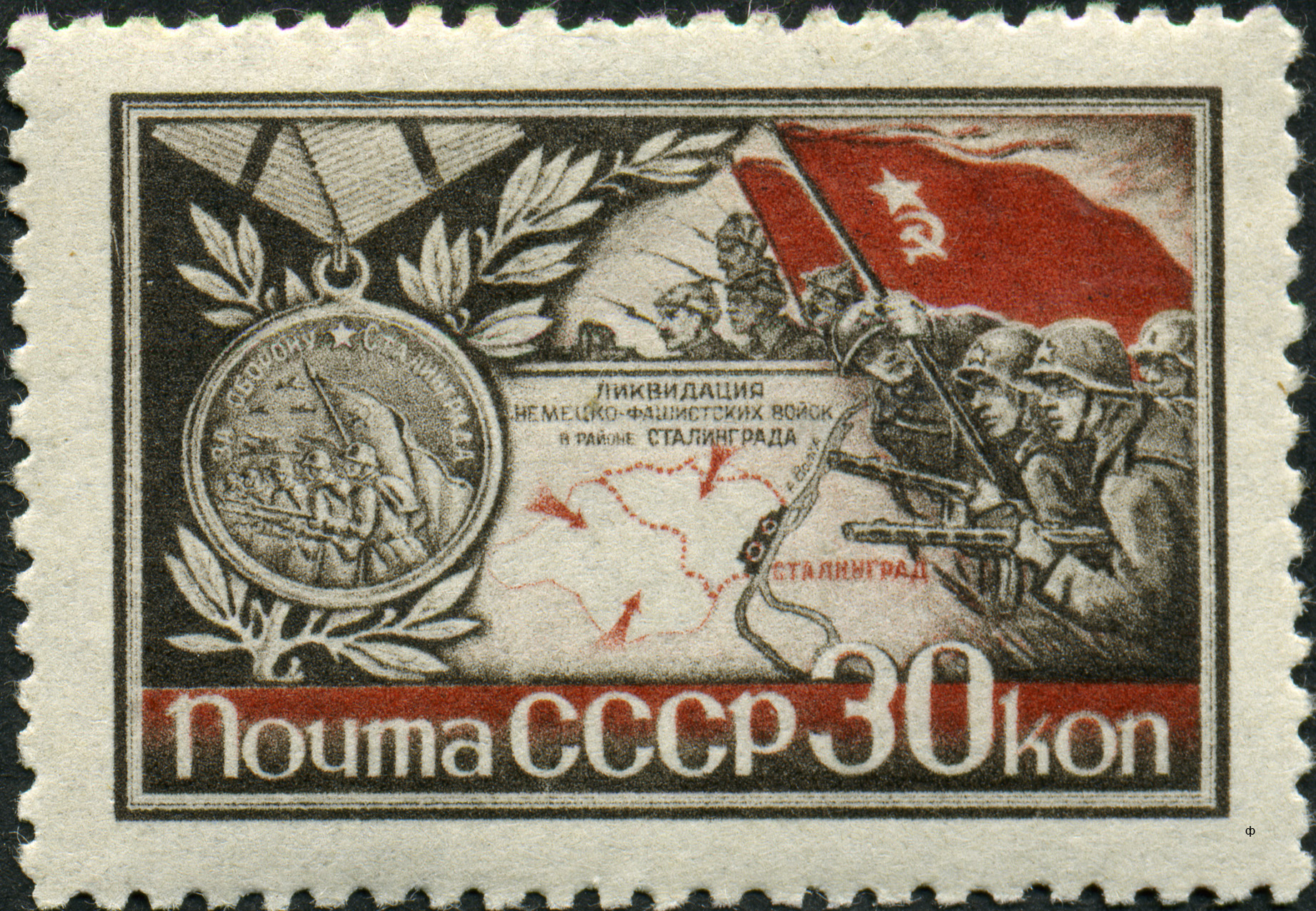
Почтовая марка СССР, 1944 год
1-й вариант ленты